# CrM
Die CrM (Superstrada Cremona – Mantova) ist eine geplante Schnellstraße in Italien. Sie soll von Cremona nach Mantua führen und wird ca. 65 km lang sein. Außerdem ist sie Bestandteil der geplanten Autobahn Autostrada Padana Inferiore, die einmal von Cremona nach Padua führen soll.
Hintergrund der Planungen ist die Verkürzung der Fahrstrecke und Fahrtdauer der Achse Mont-Blanc-Tunnel (Frankreich) – Turin – Venedig – Triest (nach Slowenien).
Ursprung der CrM wird ein Autobahnknotenpunkt mit der A21 Turin – Piacenza – Brescia auf Höhe der Anschlussstelle Cremona sein, das Ende bildet ein Autobahndreieck mit der A22 Brennerpass – Modena an der Anschlussstelle Mantova - sud. Auf ihrem Weg von West nach Ost durchquert sie die Po-Ebene und wird bei Bozzolo die geplante A15 Nogarole Rocca – Parma – La Spezia kreuzen.
Somit werden mehrere Vorteile geschaffen: Zum einen eine leistungsfähige West-Ost-Verbindung zwischen den Wirtschaftsstandorten Cremona und Mantua, zum anderen wird durch das Teilstück Casello – Mantua (in Verbindung mit der neuen A15), eine sehr schnelle Verbindung zur Ligurischen Küste und dem Mittelmeer geschaffen.
Die Planungen für die CrM sehen folgenden Verlauf vor:
| Superstrada Cremona – Mantova – CrM |                            |    |         |
|                                     | Streckenverlauf            | km | Provinz |
|                                     | Torino – Brescia           | 0  | CR      |
|                                     | Pieve San Giacomo          | 9  | CR      |
|                                     | Piadena                    | 21 | CR      |
|                                     | Nogarole Rocca – La Spezia | 26 | MN      |
|                                     | Marcaria                   | 40 | MN      |
|                                     | Castellucchio              | 48 | MN      |
|                                     | Curtatone / Mantova        | 56 | MN      |
|                                     | Brennero – Modena          | 65 | MN      |

## Baufortschritt
Gegenwärtig ist nur der Abschnitt südlich von Mantua in Betrieb.
Ab dem nächsten Jahr sollen parallel die Abschnitte Cremona-Bozzolo und Mantova-Virgilio verwirklicht werden. Der dritte Bauabschnitt Marcaria-Curtatone wurde zunächst um 12 Jahre zurückverschoben, ebenso der Abschnitt Marcaria-Bozzolo, der wiederum von der Autocisa S.p.A., der Betreibergesellschaft der A15 errichtet werden wird. Der fünfte und letzte Bauabschnitt Curtatone-Virgilio wurde bis 2022 erst einmal komplett zurückgestellt.